# سيارة مدرعة طراز 27
السيارة المدرعة طراز 27 (بالتشيكية: Obrněný automobil vzor 27) كانت سيارة مدرعة تشيكوسلوفاكية استخدمَتْها ألمانيا النازية، وسلوفاكيا، ورومانيا خلال الحرب العالمية الثانية.

## التاريخ العملي

### تشيكوسلوفاكيا
من الناحية العملية أثبتَت السيارة أنها قوية، ومُحصَّنة وسهلة لإطلاق النار من العدسات البصرية وقد أضيفَت الرشاشات للسيارة فيما بعد. وكان العائق الرئيس للسيارة هو وزنها الزائد وتكلفتها العالية جدًّا. وقد خُصص ست سيارة خصصت لفوج المدرعات في ميلوفس والتسعة المتبقية لسلاح الفرسان، ولكن هذا تغير خلال إعادة تنظيم الوحدات المدرعة في منتصف الثلاثينات.

### ألمانيا
استولى الألمان على تسع سيارات مدرعة من طراز 27 في مارس 1939 عندما احتلوا بوهيميا مورافيا، ولكن لم يعرف شيء عن عمل هذه السيارات (إن وجدت).

### سلوفاكيا
استخدمَت سلوفاكيا هذه السيارات المدرعة من طراز 27 عندما أعلنت استقلالها في مارس 1939، ولكنها اُستُخدمَت فقط للتدريب، وأُلغيَت في فبراير 1943.

### رومانيا
لا يُعرَف الكثير عن عمل السيارة المدرعة طراز 27 في رومانيا. وقد دُمرَت اثنتان خلال الغارات الأمريكية على بلويستي خلال صيف عام 1944.